# 七宝 (技法)
七宝（）とは、主に金属の素地に、ガラス質の釉を焼きつけて装飾する技法。
素地には銅を用いることが多いが、金・銀・青銅・鉄・合金（例えば銅と亜鉛をまぜたタンパカ）などの金属、ときにはセラミック（陶器や粘土片）やガラスといった金属以外の材料も素地となる。
古今東西、特にシルクロード沿いの世界各地で多様な技法が存在するが、それらは日本で言えば象嵌七宝、有線七宝、描画七宝（琺瑯）にあたる3種に大別することができ、西洋ではシャンルヴェ、クロワゾネ、ペイントエナメル、中国では内填琺瑯、掐糸琺瑯、画琺瑯がこれに相当する。
それぞれ、「主に素地の凹みに釉をさす（象嵌）」、「素地の上に金属線の区切りをつけて釉をさす（有線）」、「素地に直接釉で絵柄を描く」、といった違いがある。本項では、各地域の様々な技法の違いについて述べる。

## 西洋の技法

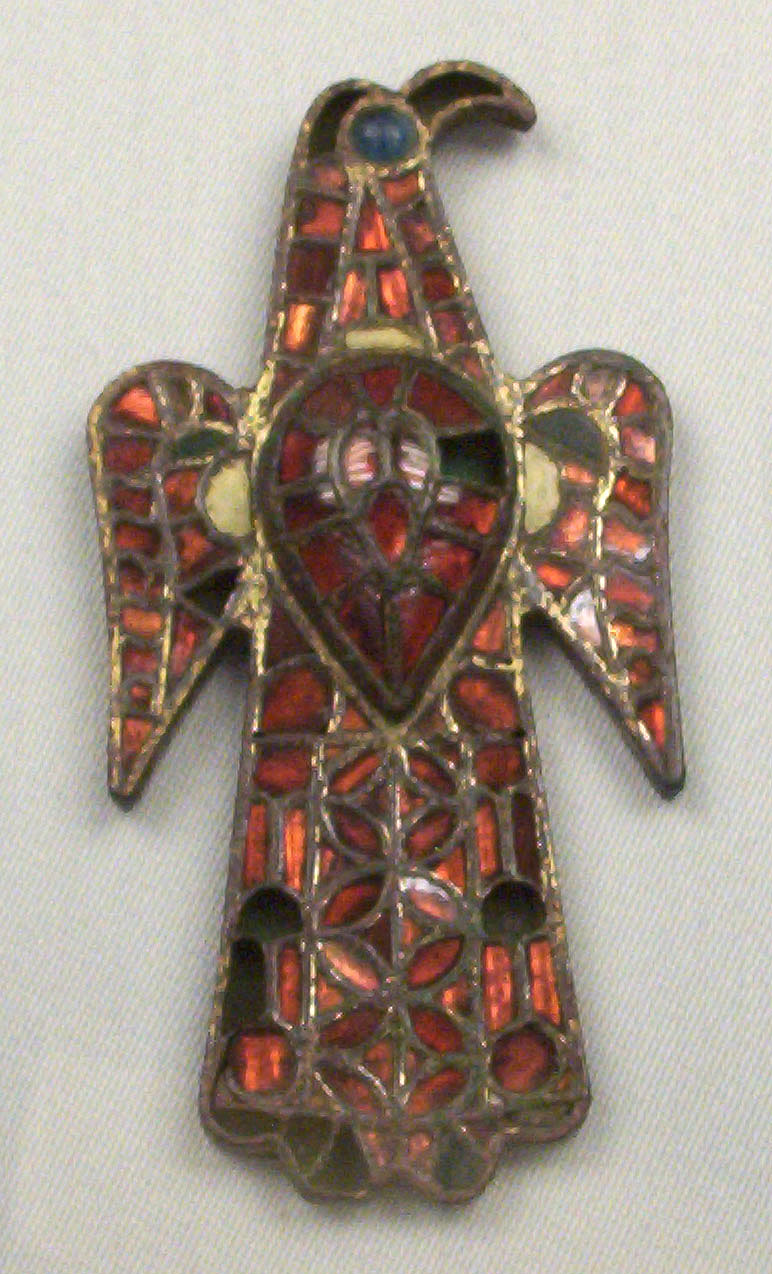
クロワゾネ・エナメル

以下では、主にヨーロッパのアンティーク・ジュエリーに見られるエナメルの技法について述べる。

### シャンルヴェ
シャンルヴェ (champlevé) とは、土台の金属を彫りこんで、できたくぼみをエナメルで埋めて装飾する技法。初期の頃は、輪郭線の部分をライン状に彫りこんでいた。技術の発達につれて、逆に、面になる部分を彫りこんでエナメルで装飾し、彫り残した金属部分を輪郭線とするようになった。

### クロワゾネ
クロワゾネ (cloisonné) とは、土台となる金属の上に、さらに金属線を貼り付けて輪郭線を描き、できた枠内をエナメルで埋めて装飾する技法。シャンルヴェよりさらに細かい表現が可能になる。

### バスタイユ

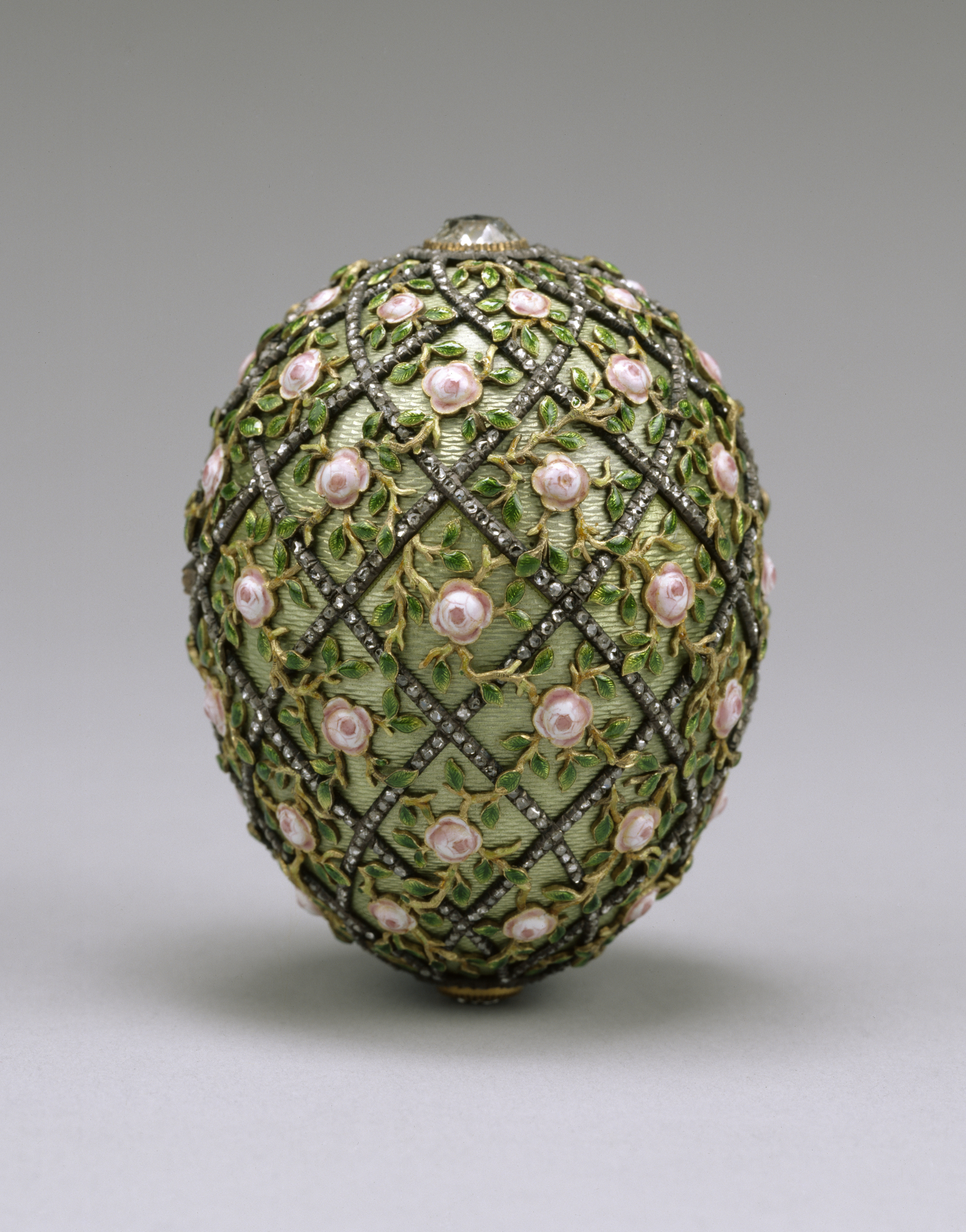
バスタイユ（Fabergé）

バスタイユ (basse-taille) とは、エナメルの半透性を生かし、土台の金属に刻まれた彫刻模様（ギヨシェ）を見せる技法。金属に施された彫刻が主眼となるので、使用されるエナメルは単色。ピーター・カール・ファベルジェの作品に、この技法を使用したものが多い。

### プリカジュール
プリカジュール (plique à jour) とは、薄い金属箔の上に、クロワゾネとほぼ同じ工程でエナメルを焼き付け、その後に薬品処理によって箔を取り除く技法。金属枠のみによって支えられたエナメルは光を透過するので、ステンドグラスのような効果を得られる。アールヌーボー期のジュエリーに好んで使用された。美しいが非常に繊細で、衝撃に弱い。1997年の映画『タイタニック』に登場したヒロインの蝶の櫛には、この技法が使用されていると思われる。

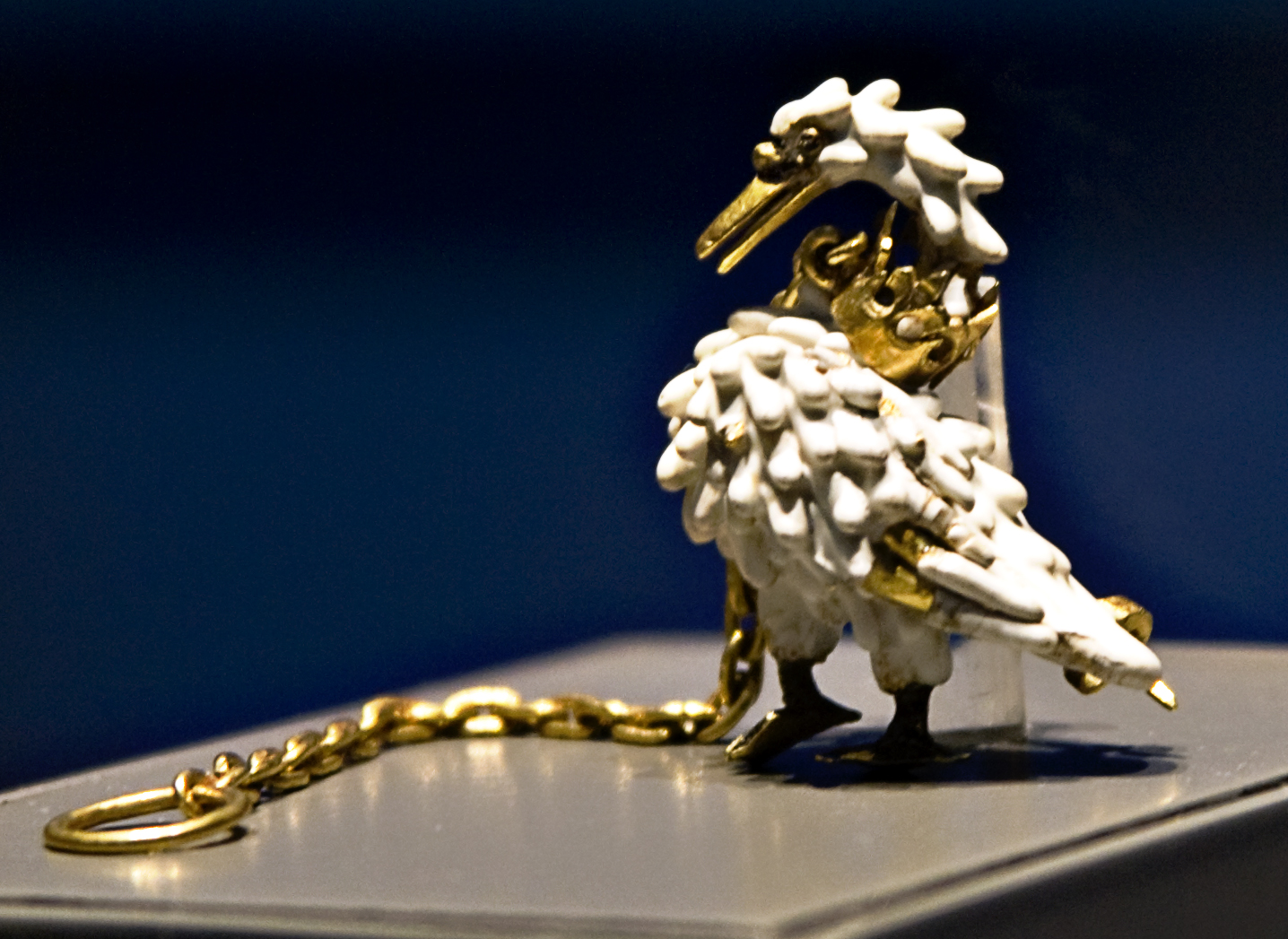
ロンドボス・エナメル
The Dunstable Swan Jewel (c.a. 1400)

### ロンドボス
ロンドボス (ronde bosse) とは、金などの立体像の表面全体に、エナメルを施す技法。ルネサンス期のジュエリーなどに多く例を見ることができる。

### ペイントエナメル
ペイントエナメル (painted enamel) とは、あらかじめ単色で焼き付けたエナメルを下地とし、その上に、筆を使ってさらにエナメル画を描き、焼き付ける技法。人物や植物を描いたミニアチュールが例として挙げられる。特に絵柄の細かい高度なものは細密描画などとも呼ばれている。

### グリザイユ
グリザイユとは、モノクロームで描く技法。また、描かれた絵画のこと。フレスコ画やエナメルで描かれたものが含まれる。フランス語で gris とは「灰色」を意味し、色は一般に灰色か茶色が使われるが、他の色がつくこともある。

## 中国の技法

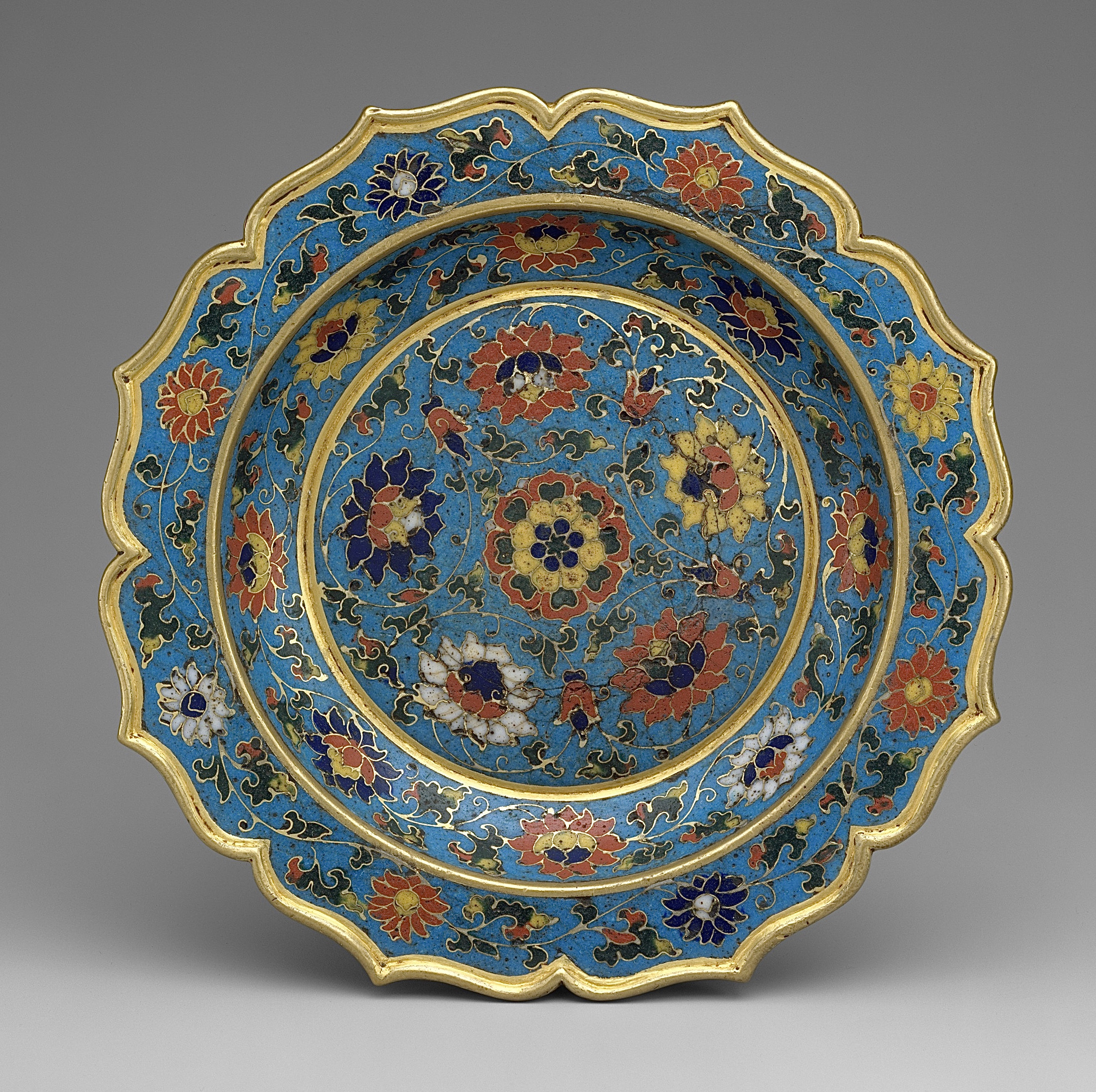
掐絲琺瑯菱花口碟 (明朝早期)

中国の琺瑯の技法は3つの技法に大別できる。

### 内填琺瑯
内填琺瑯（）は、シャンルヴェ、あるいは、象嵌七宝に相当する技法。

### 掐糸琺瑯
掐糸琺瑯（）は、クロワゾネ、あるいは、有線七宝に相当する技法。

### 画琺瑯
画琺瑯（）は、ペイントエナメル（描画七宝）に相当する技法。

## 日本の技法
日本における七宝の技法は、釉薬や器胎の種類など材料の違いと、線付けの有無など製作方法の違いによって大別できる。

### 象嵌七宝

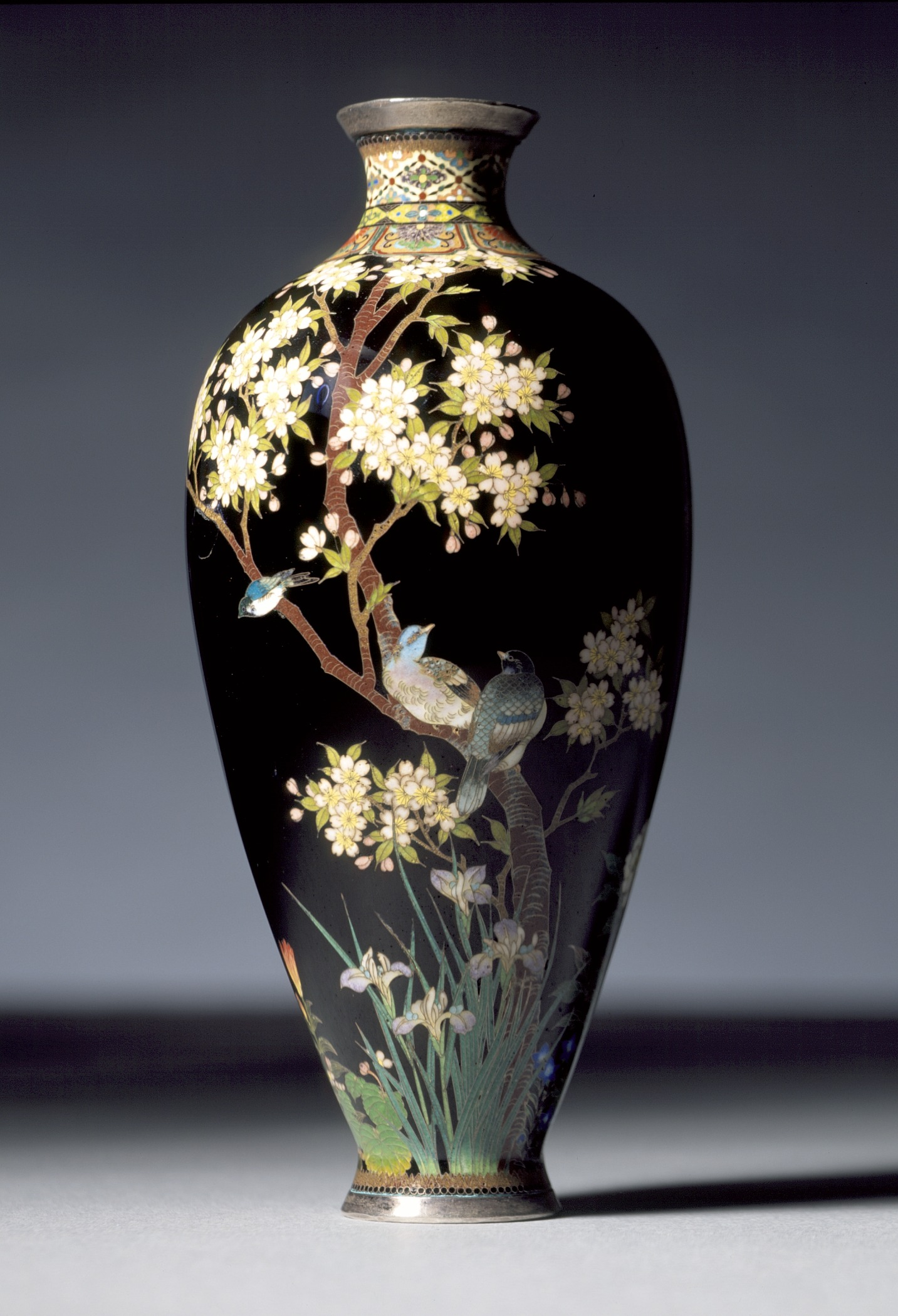
並河靖之 花鳥文花瓶／明治時代／ロサンゼルス・カウンティ美術館所蔵

胎を鋳造や彫るなどによって凹ませた部分に七宝を施す技法。凹面に直接釉薬を入れる方法と凹面と同じ形の胎に七宝を施しはめ込む方法などがある。江戸時代中期頃までの作品はこの手法を用いたものが多く見られる古来の技法。凹面の内部に有線を施すものもあるが、全く植線をせず金属の凹みに直接釉薬を入れたものに関しては西洋のシャンルヴェの技法に近い技法である。

### 有線七宝
リボン状の薄い金属線で模様をつける技法。薄い金属線で模様を描くため、緻密な図柄を表現できる反面、植線の手間のかかる手法である。日本では、古くは桂離宮松琴亭（1620 - 1625年に構築）の二の間戸袋の引手（銅製巻貝形を有線にして、不透明の白色や肌色釉を施したもの）に見られる技法である。有線七宝としては明治時代の並河靖之の作品の評価が高い。西洋のクロワゾネの技法の和訳と考えても差し支えないが、特に並河の作に見られる植線技術は西洋のクロワゾネと比べても卓越した技である。

### 無線七宝

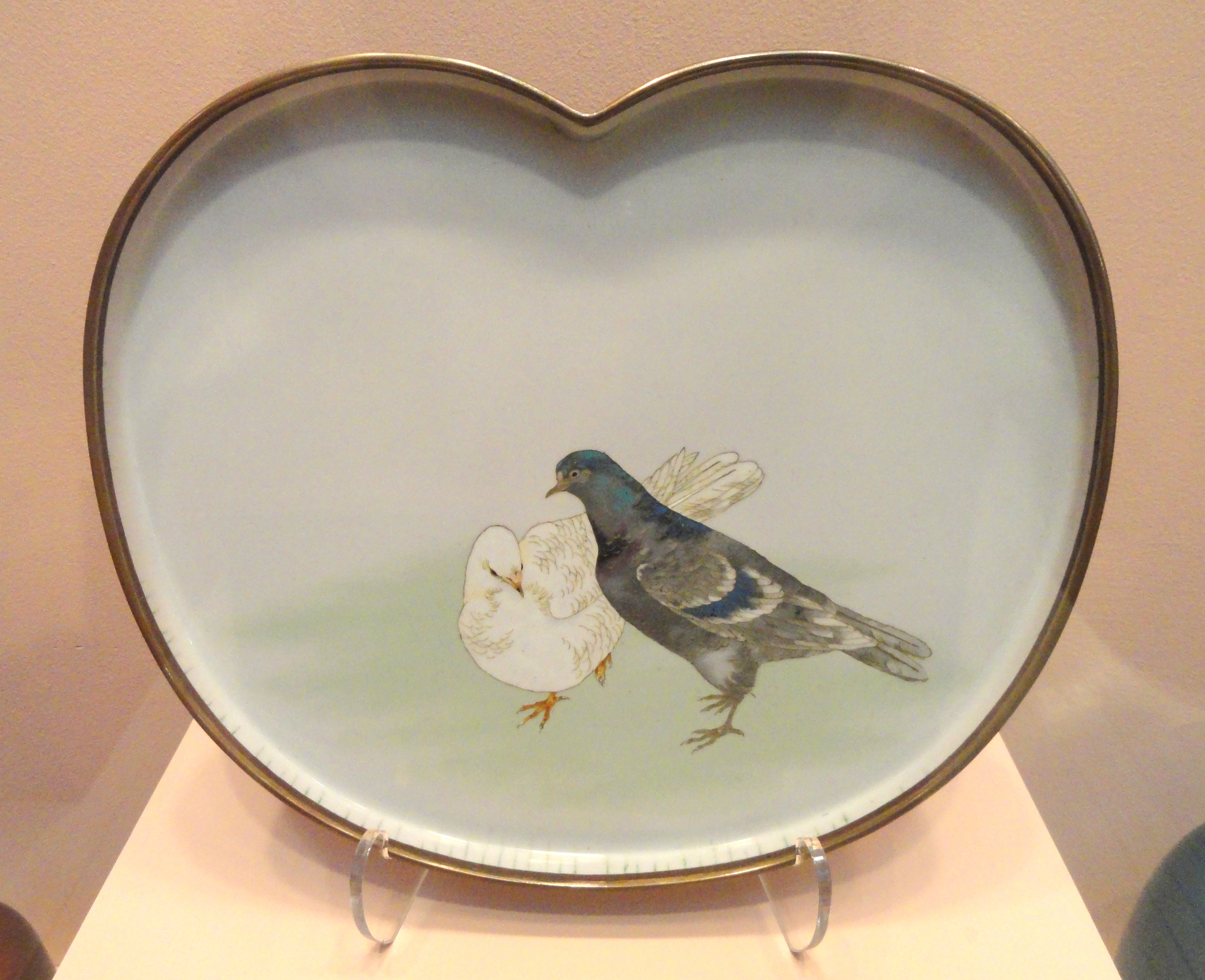
双鳩図盆,濤川の無線七宝

七宝釉の間に金属線の仕切りをつけない技法。無線七宝という言葉には大きく分けて2つの意味合いがある。本格的な無線七宝は濤川惣助が考案したものである。無線七宝と言えば、よくこの「濤川惣助の作における無線七宝」を意味し、釉より低い高さの植線を行う『忍び針』、あるいは、焼く前に植線を抜き取る『抜き針』といった特殊な植線技法（有線七宝の一種と呼んでも差し支えない）なども駆使して、植線を見せない画を作り上げる技法の総称である。一方で、西洋のシャンルヴェやペイントエナメルのように、単に植線の無い七宝という意味では日本でも江戸時代にも見られ、近年のフリット法（フリット釉を並べて焼き付けたもの）なども無線七宝の一種といえる。

### 描画七宝
西洋のペイントエナメルにあたる技法。定義上は無線七宝にも分類できるが、絵画のように七宝釉で絵を描くようなものは描画七宝と呼ばれ、特に絵柄の細かい高度なものは細密描画などとも呼ばれている。

### 金属胎七宝
鉄、銅、銀、金などの金属を胎（土台となる素地のこと）として用いる通常の技法。

### ガラス胎七宝

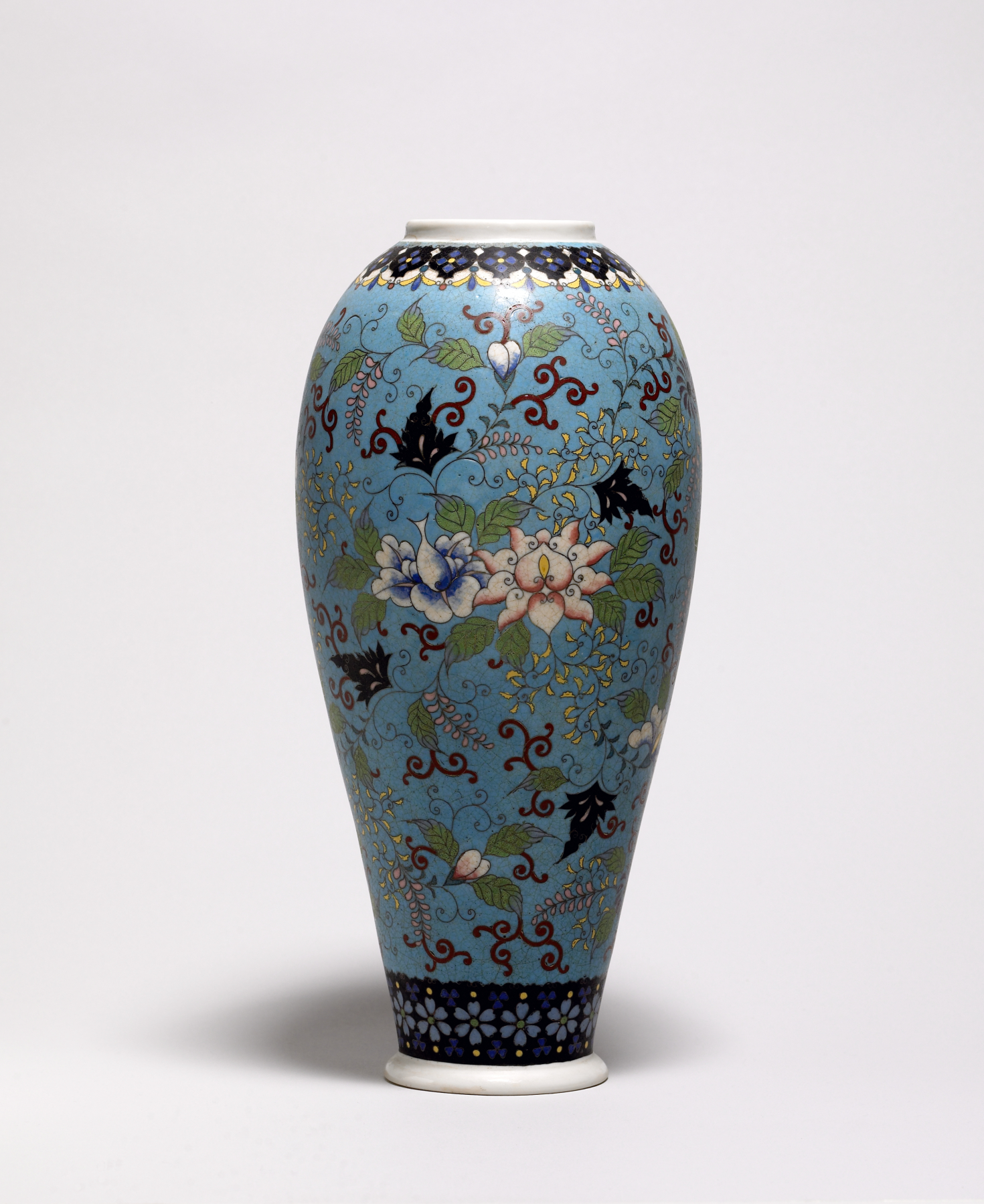
竹内忠兵衛の磁胎七宝

ガラスを胎として用いる技法。金属胎を基本とする七宝の定義から外れた技法。大正時代名古屋の恒川愛三郎（1879 - 1946年）によって発明されたが、当時はわずかな試作品が作られただけであった。

### 陶磁胎七宝
陶磁器の表面に有線七宝あるいは無線七宝を併用して釉薬を施したもの。明治時代前期に盛んであったが、製作後、時を経るに従って表面に亀裂を生じる品があったり、銅胎七宝の発展に伴い、次第に行われなくなった。磁胎七宝は、名古屋の吉田直重によって発明されたといわれており、同じく名古屋の竹内忠兵衛らが手掛けている。陶胎七宝は、六代 - 七代錦光山宗兵衛、十四代安田源七、北村長兵衛といった、京都の京焼（清水焼や粟田口焼）の陶芸家らが手がけた。

### 透胎七宝

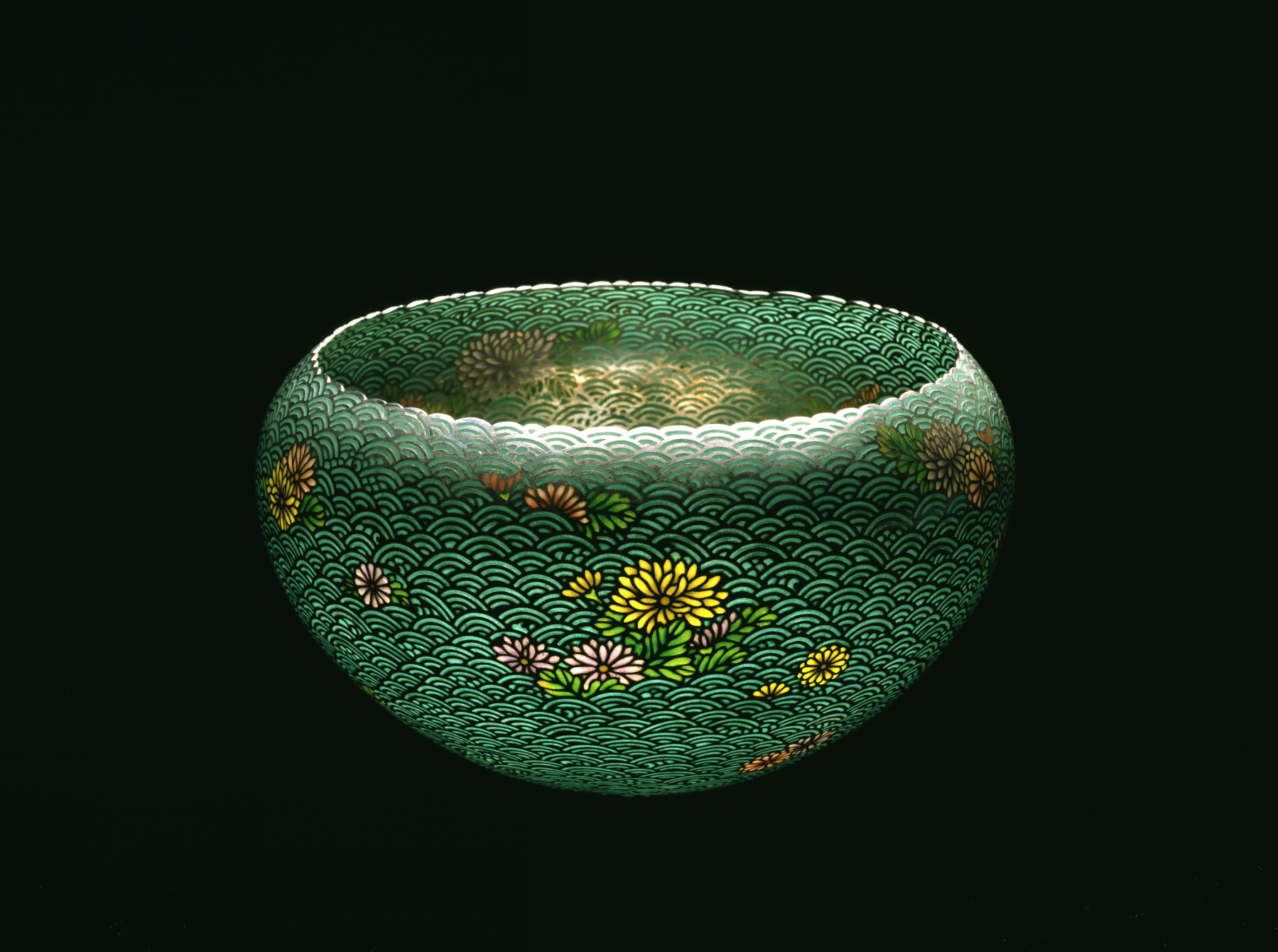
濤川の銀製透胎七宝,1900年,ウォルターズ美術館蔵

胎の一部を切り透かしにして透明釉を施す、あるいは、銅胎の一部を切り透かしにして透明釉を施し、他の銅素地の部分には通常の七宝を施す技法。下地に彫金などを施すと、透けて、図案が浮き彫りされる。西洋のプリカジュールの技法の和名と考えて差し支えない。明治時代末期以降にはアールヌーヴォーなどの影響を受け、ルネ・ラリックに代表される宝飾作家が当該技法を用いた宝飾品を製作した。日本の七宝家らも、この潮流に乗って透胎七宝や後述の省胎七宝を手がけており、ウォルターズ美術館には、濤川惣助の作といわれる銀製の透胎七宝が所蔵されている。

### 省胎七宝

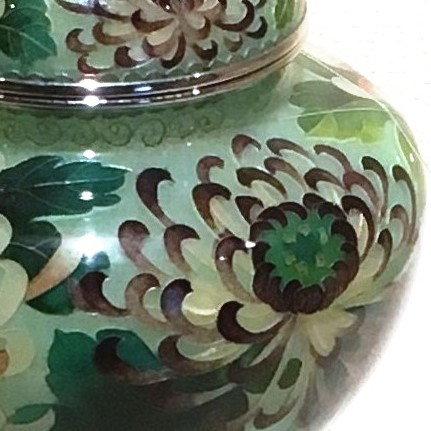
安藤七宝店加藤耕三による省胎七宝

銅胎に銀線で模様をつけて七宝釉を焼き付けた後、素地を酸で腐食させて表面の七宝部分だけを残す技法。フランスで12世紀から13世紀にかけてよく使われた技法である。日本では明治時代後期にフランス製品を手本に名古屋の安藤重兵衛が川出柴太郎の協力のもとに完成させたという。日本では胎（素地）を溶かす技法を特に省胎七宝と呼び、透胎七宝と区別するが、このような技法の区別はヨーロッパやロシアではあまり見られない。

### 泥七宝
泥七宝独特の釉薬（多くは不透明の釉薬）を用いて焼いた古来の技法。透明な釉薬は西洋では東ローマ時代から見られるが、東洋では不透明な釉薬を用いたものが多い。一般的には、ゴットフリード・ワグネルによって透明釉薬が発達する以前の、それらの七宝器や釉薬を総じて「泥七宝（どろしっぽう）」と呼ぶ。なお、日本では古くから平田道仁に始まる平田七宝のように透明感のある作も存在したため、それらを区別して単に泥七宝と呼ぶにふさわしい濁りのある釉薬を用いた作を「泥七宝」と呼ぶ場合もある。また、初期の尾張七宝の釉薬や作を泥七宝と呼ぶ場合や、京都では鋳造器に七宝を入れたものを泥七宝と呼ぶ場合がある（京都の泥七宝を参照）。

### 箔七宝
銀箔や金箔などの金属箔を使用した技法。銀箔や金箔の輝きを利用した技法である。表面に焼き付ける技法も含まれるが、主には、金属箔の上に釉薬を焼成した技法を指す。主素地（胎）と箔の間には一層の釉薬が焼き付けてあり、糊の役目も果たす。銀箔や金箔に描画的な表現を施さずそのまま焼き付け、その上に色釉薬で彩色することや、無色透明の釉薬を焼成し、その上に色釉薬などで描画や彩色を施す手法がある。銀箔を使用した技法を日本国内では「銀張七宝/銀貼七宝」と呼ぶことが多い。また、銀箔に凹凸をつけてから焼き付ける技法を「銀張有線」と呼ぶことがある。銀張有線は、有線七宝様の表現を銀箔に凹凸をつけることで可能にした技法として考案された。有線七宝と象嵌七宝を組み合わせたような技法ともいえる。考案された当初は有線七宝様の作品を量産することも可能であったために多用された一面があるが、現在となってはこの銀張有線技法も手間がかかることや、焼き付け時の温度に注意が必要なため、工房や作家も少なく伝統的技法のひとつである。

### ジグソー七宝（糸鋸七宝）
金属胎七宝のひとつとも見られるが、七宝の大作などを制作するために、基板となる金属板を糸鋸で数十から数百のパーツに切断し、裏表に七宝釉を焼成した後、表面の図案に合わせ、元の形に貼り合わせる技法。